# Маріо і чарівник
«Маріо і чарівник» (нім. Mario und der Zauberer) — новела німецького письменника Томаса Манна, що була вперше видана в 1930 році. Головною ідеєю твору є засудження фашизму і диктатур у тогочасній Європі.

## Передумови написання
«Маріо і чарівник» — це одна з найбільш політичних історій Манна. Манн відкрито критикує фашизм, вибір, який пізніше став однією з причин його вигнання до Швейцарії після приходу Гітлера до влади. Маг, Циполла, аналогічний фашистським диктаторам епохи з їхніми вогняними промовами та риторикою. Ця історія була особливо актуальною, враховуючи напруженість в тогочасній Європі. Сталін щойно захопив владу в Росії, Муссоліні закликав італійців відновити славу Римської імперії, а Гітлер з його риторикою швидко набирає обертів у Німеччині. Кінець історії — це зміна політичних поглядів Манна; він перейшов від твердої підтримки кайзера до віри в прогресивні, демократичні цінності в Європі та бажання позбавити континент фашистських впливів.

## Зміст
На початку твору йде розповідь оповідача про його відпочинок разом з родиною у Торре-ді-Венере, Італія. Це невеличке містечко біля курорту Портеклементе на Тірренському морі. Відпочинок видався не дуже вдалий через менталітет місцевого населення, яке було налаштовано надто зверхньо до іноземців. Родина оповідача зупинилася у «Гранд-отелі», але там довго не затрималась.
Дружина князя Ікс, номер якого був поряд з номером відпочивальників, була занепокоєна залишками коклюша дітей оповідача і попросила управителя, щоб сім'ю переселили у флігель. Проте родина відмовилась це зробити і перебралась у пансіон «Елеонора», з власницею якого вона познайомилась трохи раніше. Незабаром трапився ще один неприємний випадок. Коли батьки дозволили дівчинці прополоскати купальний костюм, всі місцеві відпочиваючі почали обурюватись, у тому числі галасливий хлопчик і чоловік у фраці, який вимагав сплачення штрафу у 50 лір.
У містечко прибув ілюзіоніст Чіполла, виступ якого захотіли подивитись діти. На виставу прийшло багато людей, серед яких були власники «Елеонори» та офіціант Маріо. Вистава довго не починалася, і ось нарешті з'явився Чіполла. Химерний чарівник мав батіг з кігтистою лапою, постійно курив дешеві цигарки і пив коньяк. Він розпочав, змусивши одного жартівника показати публіці язика проти своєї волі. Наступним він підкорив чоловіка, в якого болів живіт. Потім він зробив арифметичний фокус, вгадавши суму цифр, які загадала публіка, ще до того як це було зроблено. Маг показав номер з картами, які змушував вгадувати глядачів. Потім Чіполла вгадав завдання, яке загадали йому в залі і виконав його. Після цього гіпнотизер вгадав історію життя власниці пансіону (те, що вона слугувала Елеонора Дузе).
По закінченні перерви він продовжив, і загіпнозував пані Анджольєрі. Вивівши її з цього стану, він змусив кількох людей танцювати, а також перетворив одного з глядачів у непорушний стілець для себе.
А далі Чіполла узявся за Маріо і теж вгадав його біографію. Він спитав у Маріо, чи щасливий він, і сам відповів, що ні. Чарівник вгадав нещасне кохання до Сильвестри, а потім навіяв офіціанту, що він — це Сильвестра. Маріо поцілував його у щоку. Зала засміялася, а ображений офіціант раптом дістав пістолет і вбив Чіполлу. До Маріо побігли правоохоронці, а родина оповідача залишила приміщення.

## Екранізації
Оповідання/роман було кілька разів адаптовано для оперної сцени. Прем'єра адаптації Стівена Олівера відбулася у 1988 році на фестивалі в Баттіньяно. У 1989 році вийшла одноактна опера угорського композитора Яноша Вайди на лібрето Габора Боккона. Запис вийшов у 1990 році на лейблі Hungaroton.
Прем'єра тригодинної опери композитора Гаррі Сомерса на слова Рода Андерсона відбулася 19 травня 1992 року в театрі Елджин у Торонто. «Маріо і чарівник» був адаптований в англійську оперу лібретистом Джей Д. Макклатчі та композитором Френсісом Торном. Вперше вона була виконана у 2005 році Центром сучасної опери в аудиторії Хантер-коледжу. Запис цієї постановки був випущений на компакт-диску лейблом Albany Records у 2006 році. В оригінальній постановці роль Маріо виконували Джастін Вікерс, Ларрі Смолл, Джессіка Ґріґґ, Венді Браун, Беата Сафарі, Санкофа Сара Вейд, Джим Ґейлорд, Ерік Джордан, Ісай Джесс Муньос, Леандра Рамм, Річард Касселл, Джейсон Каммората і Натан Ресіка.
Існує також фільм 1994 року з Клаусом Марією Брандауером у ролі Чіполли та Джуліаном Сендсом у ролі патріарха, знятий режисером Брандауером.
Бріскула-чарівниця — це оперна адаптація Боба Місбіна з музикою Френсіса Поллока. Вона була виконана в Сілвер-Спрінг, штат Меріленд, у березні 2020 року оперним театром Bel Cantanti. У цій адаптації головну роль відіграє фокусник. Ця зміна відображає історію піднесення фашизму в Європі, яка ще не була очевидною, коли Манн опублікував своє оповідання в 1929 році.
Як зазначив д-р Марк Дрейсонсток в Maryland Theatre Guide від 7 березня 2020 року, ця опера є «доступною точкою входу» у творчість Томаса Манна.